# Bonan Dolok I (Sijama Polang)
Bonan Dolok I is een bestuurslaag in het regentschap Humbang Hasundutan van de provincie Noord-Sumatra, Indonesië. Bonan Dolok I telt 941 inwoners (volkstelling 2010).